# La vergogna
(Ingmar Bergman)
La vergogna (Skammen) è un film del 1968, diretto da Ingmar Bergman.

## Trama
C'è una guerra in corso ed Eva e Jan Rosenberg, marito e moglie violinisti, si sono rifugiati su un'isola dove trascorrono i giorni, lontano dal conflitto, coltivando un frutteto e vivendo del suo ricavato. Mentre stanno innaffiando le piante, dopo essere stati in città per vendere i lamponi raccolti e aver discusso sulla possibilità di avere un bambino per rinsaldare il loro rapporto, da un aereo si getta con il paracadute un pilota. Inutilmente cercano di prestargli soccorso. Il pilota è morto e i due vengono interrogati da alcuni soldati che li accusano di aver sparato al pilota, e registrano le loro parole con una cinepresa. Jan, che soffre di disturbi cardiaci, sviene e la moglie, dopo avergli somministrato una pillola, lo conforta.
Si sentono degli spari e Jan ed Eva decidono di fuggire in auto, ma, dopo aver attraversato la campagna disseminata di cadaveri, trovano la strada bloccata e sono costretti a ritornare indietro. Il giorno dopo si recano in città per fare delle compere e vengono fermati dai militari che, dopo averli condotti al comando di polizia, li interrogano dopo averli malmenati. L'intervista del giorno prima era infatti stata manipolata e i due vengono accusati di collaborazionismo con il nemico e imprigionati.
Nell'adunata nel cortile del carcere vengono decretate le pene; i due vengono condotti nell'ufficio del colonnello Jacobi che, conoscendo Eva ed avendo avuto per lei in passato una simpatia, li favorisce e li libera. In seguito, Jacobi porta alcuni doni. In un momento di intimità, Jacobi esprime verso Eva delle chiare avance, e le dà anche parecchio denaro, ma lei gli dice di non aver mai tradito Jan; nel frattempo Jan beve molto e si addormenta, mentre Eva e Jacobi si allontanano verso la serra.
Giungono nel frattempo dei soldati nemici di Jacobi, che lo catturano e gli chiedono dei soldi; l'uomo quindi prega Eva di restituirgli quanto le aveva dato. Ma Eva non ha più il denaro, che è stato preso da Jan, il quale finge di non saperne nulla. La casa viene brutalmente messa a soqquadro dai soldati, senza trovare il denaro. A questo punto il comandante nemico fa porre Jacobi di spalle e porge una pistola a Jan, che dopo una prima esitazione spara contro Jacobi, uccidendolo. La casa viene data alle fiamme e i due si rifugiano nella serra, dove Jan mostra ad Eva il denaro nascosto nella propria tasca. Successivamente incontrano un uomo armato, un disertore, ed Eva, presa da compassione, gli offre da mangiare, ma Jan, che è ormai contagiato dalla guerra, non è più l'uomo mite e pauroso di prima: dopo averlo derubato, uccide anche lui.
Eva e Jan abbandonano l'isola e, caricate poche cose su un carretto, si dirigono al mare e, visto un barcone che sta per salpare, dopo aver pagato vengono fatti salire. Il mare è pieno di cadaveri di soldati.

## Produzione
- Location: nella piccola isola di Fårö, che si trova a nord dell'isola Gotland, tra il 12 settembre e il 23 novembre del 1967.
- Budget: 2.800.000 SEK.

## Distribuzione

### Date di uscita
- 29 settembre 1968 in Svezia (Skammen)
- 15 ottobre 1968 in Danimarca (Skammen)
- 23 dicembre 1968 negli Stati Uniti d'America (Shame)
- 3 gennaio 1969 in Finlandia (Häpeä)
- 21 febbraio 1969 in Germania Ovest (Schande)
- 11 luglio 1969 in Belgio (De schaamte)
- 16 giugno 1970 in Australia (Shame) all'Adelaide Film Festival
- 22 settembre 1971 in Portogallo (A Vergonha)
- 21 settembre 1979 in Spagna (La Vergüenza) - première televisiva
- 19 novembre 2014 in Gran Bretagna al Leeds International Film Festival
- Grecia (I dropi)
- Francia (La honte)
- Ungheria (Szégyen)
- Argentina (Vergüenza)
- Brasile (Vergonha)
- Unione sovietica (Стыд)
- Bulgaria (Срам)
- Messico (Vergüenza)
- Polonia (Hanba)

## Riconoscimenti
- Cinema Writers Circle Awards 1970, Spagna, migliore film straniero
- Kansas City Film Critics Circle Awards 1970: miglior film straniero
- National Society of Film Critics Awards 1969, USA, migliore attrice (Liv Ullman)
- National Board of Review Awards 1969: miglior film straniero
- National Board of Review Awards 1968: miglior attrice (Liv Ullmann)
- Seminci 1969: premio speciale della giuria
- Guldbagge 1969: miglior attrice (Liv Ullmann)